# Kurzbahnweltmeisterschaften 2000
| Kurzbahnweltmeisterschaften 2000 | Kurzbahnweltmeisterschaften 2000 |
| -------------------------------- | -------------------------------- |
| Veranstaltungsort                | Athen                            |
| Teilnehmende Nationen            | 78                               |
| Teilnehmende Athleten            | 563                              |
| Entscheidungen                   | 40                               |
| Eröffnung                        | 16. März 2000                    |
| Abschluss                        | 19. März 2000                    |

| Medaillenspiegel | Medaillenspiegel                        | Medaillenspiegel | Medaillenspiegel | Medaillenspiegel | Medaillenspiegel |
| Platz            | Land                                    | G                | S                | B                | Gesamt           |
| ---------------- | --------------------------------------- | ---------------- | ---------------- | ---------------- | ---------------- |
| 1                | USA                                     | 9                | 7                | 10               | 26               |
| 2                | Schweden                                | 7                | 3                | 1                | 11               |
| 3                | Deutschland                             | 5                | 6                | 2                | 13               |
| 4                | Vereinigtes Königreich                  | 4                | 4                | 4                | 12               |
| 5                | Südafrika                               | 2                | 4                | 0                | 6                |
| 6                | Ukraine                                 | 2                | 2                | 3                | 7                |
| 7                | Volksrepublik China                     | 2                | 2                | 2                | 6                |
| 8                | Finnland                                | 2                | 1                | 0                | 3                |
| 9                | Russland                                | 2                | 0                | 5                | 7                |
| 10               | Slowakei                                | 1                | 2                | 1                | 4                |
| 11               | Australien                              | 1                | 1                | 2                | 4                |
| 12               | Dänemark Kroatien Ungarn                | 1                | 0                | 0                | 1                |
| 15               | Kanada                                  | 0                | 4                | 1                | 5                |
| 16               | Polen                                   | 0                | 2                | 1                | 3                |
| 17               | Italien                                 | 0                | 1                | 2                | 3                |
| 18               | Kuba                                    | 0                | 1                | 1                | 2                |
| 19               | Israel Schweiz Slowenien Belarus Türkei | 0                | 0                | 1                | 1                |

Die Kurzbahnweltmeisterschaften 2000 im Schwimmen fanden vom 16. bis 19. März 2000 im Athener Vorort Marousi statt und wurden vom internationalen Schwimmverband FINA organisiert.
Die Wettkämpfe wurden im 1990 errichteten Olympischen Schwimmkomplex abgehalten. Dieser inkludierte zwei 50 Meter Freiluftbecken und ein 50 Meter Indoor-Becken. Diese Lokalität wurde zuvor bereits bei den Schwimmeuropameisterschaften 1991 und nur wenige Monate später, bei den Olympischen Sommerspielen 2004 benutzt.
Um das Jahr 2000 änderte die FINA die Austragungsjahre der Schwimmweltmeisterschaften auf der Langbahn und der Kurzbahnweltmeisterschaften. So wurden die Langbahnweltmeisterschaften ab 2001 in ungeraden Jahren und die Kurzbahnweltmeisterschaften in geraden Jahren abgehalten. Aus diesem Grund fanden auch die Kurzbahnweltmeisterschaften in Athen nur elf Monate nach den letzten Kurzbahnweltmeisterschaften in Hongkong statt.
Insgesamt wurden 15 neue Weltrekorde aufgestellt. Zwei in den Vorläufen, vier in den Semi-Finali und neun bei den Medaillenentscheidungen.

## Zeichenerklärung
- WR – Weltrekord

## Schwimmen Männer

### Freistil

#### 50 m Freistil
| Platz | Land            | Athlet           | Zeit     |
| ----- | --------------- | ---------------- | -------- |
| 1     | Verein. Königr. | Mark Foster      | 00:21,58 |
| 2     | Südafrika       | Brendon Dedekind | 00:21,62 |
| 3     | Schweden        | Stefan Nystrand  | 00:21,80 |

#### 100 m Freistil
| Platz | Land     | Athlet          | Zeit     |
| ----- | -------- | --------------- | -------- |
| 1     | Schweden | Lars Frölander  | 00:46,80 |
| 2     | Schweden | Stefan Nystrand | 00:47,73 |
| 3     | USA      | Scott Tucke     | 00:47,82 |

#### 200 m Freistil
| Platz | Land    | Athlet                | Zeit     |
| ----- | ------- | --------------------- | -------- |
| 1     | Ungarn  | Béla Szabados         | 01:45,27 |
| 2     | Italien | Massimiliano Rosolino | 01:45,63 |
| 3     | USA     | Chad Carvin           | 01:45,79 |

#### 400 m Freistil
| Platz | Land            | Athlet                | Zeit     |
| ----- | --------------- | --------------------- | -------- |
| 1     | USA             | Chad Carvin           | 03:41,13 |
| 2     | Verein. Königr. | Paul Palmer           | 03:42,70 |
| 3     | Italien         | Massimiliano Rosolino | 03:43,68 |

#### 1500 m Freistil
| Platz | Land        | Athlet             | Zeit     |
| ----- | ----------- | ------------------ | -------- |
| 1     | Deutschland | Jörg Hoffmann      | 14:47,57 |
| 2     | Ukraine     | Ihor Tscherwynskyj | 14:48,20 |
| 3     | USA         | Chad Carvin        | 14:51,23 |

### Schmetterling

#### 50 m Schmetterling
| Platz | Land            | Athlet         | Zeit     |
| ----- | --------------- | -------------- | -------- |
| 1     | Verein. Königr. | Mark Foster    | 00:23,30 |
| 2     | USA             | Neil Walker    | 00:23,46 |
| 3     | USA             | Sabir Muhammad | 00:23,56 |

#### 100 m Schmetterling
| Platz | Land            | Athlet          | Zeit        |
| ----- | --------------- | --------------- | ----------- |
| 1     | Schweden        | Lars Frölander  | 00:50,44 WR |
| 2     | Verein. Königr. | James Hickman   | 00:51,53    |
| 3     | Ukraine         | Denys Sylantjew | 00:51,84    |

#### 200 m Schmetterling
| Platz | Land            | Athlet           | Zeit     |
| ----- | --------------- | ---------------- | -------- |
| 1     | Verein. Königr. | James Hickman    | 01:53,57 |
| 2     | Kanada          | Shamek Pietucha  | 01:54,27 |
| 3     | Russland        | Anatoli Poljakow | 01:54,47 |

### Rücken

#### 50 m Rücken
| Platz | Land | Athlet            | Zeit     |
| ----- | ---- | ----------------- | -------- |
| 1     | USA  | Neil Walker       | 00:23,99 |
| 2     | USA  | Lenny Krayzelburg | 00:24,24 |
| 3     | Kuba | Rodolfo Falcón    | 00:24,32 |

#### 100 m Rücken
| Platz | Land   | Athlet          | Zeit        |
| ----- | ------ | --------------- | ----------- |
| 1     | USA    | Neil Walker     | 00:50,75 WR |
| 2     | Kuba   | Rodolfo Falcón  | 00:52,87    |
| 3     | Türkei | Derya Büyükuncu | 00:52,88    |

#### 200 m Rücken
| Platz | Land     | Athlet                  | Zeit     |
| ----- | -------- | ----------------------- | -------- |
| 1     | Kroatien | Gordan Kožulj           | 01:53,31 |
| 2     | USA      | Brad Bridgewater        | 01:53,87 |
| 3     | Ukraine  | Wolodymyr Nikolajtschuk | 01:55,33 |

### Brust

#### 50 m Brust
| Platz | Land        | Athlet           | Zeit     |
| ----- | ----------- | ---------------- | -------- |
| 1     | Deutschland | Mark Warnecke    | 00:27,22 |
| 2     | Südafrika   | Brendon Dedekind | 00:27,27 |
| 3     | Ukraine     | Oleh Lissohor    | 00:27,30 |

#### 100 m Brust
| Platz | Land                | Athlet          | Zeit     |
| ----- | ------------------- | --------------- | -------- |
| 1     | Russland            | Roman Sludnow   | 00:58,57 |
| 2     | Volksrepublik China | Yi Zhu          | 00:59,99 |
| 3     | Russland            | Roman Iwanowski | 01:00,05 |

#### 200 m Brust
| Platz | Land      | Athlet         | Zeit        |
| ----- | --------- | -------------- | ----------- |
| 1     | Russland  | Roman Sludnow  | 02:07,59 WR |
| 2     | Südafrika | Terence Parkin | 02:07,91    |
| 3     | Russland  | Andrei Iwanow  | 02:09,90    |

### Lagen

#### 100 m Lagen
| Platz | Land            | Athlet        | Zeit        |
| ----- | --------------- | ------------- | ----------- |
| 1     | USA             | Neil Walker   | 00:52,79 WR |
| 2     | Finnland        | Jani Sievinen | 00:54,08    |
| 3     | Verein. Königr. | James Hickman | 00:54,38    |

#### 200 m Lagen
| Platz | Land            | Athlet                | Zeit     |
| ----- | --------------- | --------------------- | -------- |
| 1     | Finnland        | Jani Sievinen         | 01:56,27 |
| 2     | Verein. Königr. | James Hickman         | 01:56,86 |
| 3     | Italien         | Massimiliano Rosolino | 01:58,05 |

#### 400 m Lagen
| Platz | Land      | Athlet         | Zeit     |
| ----- | --------- | -------------- | -------- |
| 1     | Finnland  | Jani Sievinen  | 04:09,54 |
| 2     | Südafrika | Terence Parkin | 04:10,56 |
| 3     | Israel    | Michael Halika | 04:10,90 |

### Staffel

#### Staffel 4 × 100 m Freistil
| Platz | Land        | Athleten                                                                | Zeit        |
| ----- | ----------- | ----------------------------------------------------------------------- | ----------- |
| 1     | Schweden    | - Johan Nyström - Lars Frölander - Mattias Ohlin - Stefan Nystrand      | 03:09,57 WR |
| 2     | USA         | - Scott Tucker - Josh Davis - Sabir Muhammad - Neil Walker              | 03:10,98    |
| 3     | Deutschland | - Mitja Zastrow - Stefan Herbst - Christian Tröger - Stephan Kunzelmann | 03:13,69    |

#### Staffel 4 × 200 m Freistil
| Platz | Land            | Athleten                                                                      | Zeit        |
| ----- | --------------- | ----------------------------------------------------------------------------- | ----------- |
| 1     | USA             | - Josh Davis - Neil Walker - Scott Tucker - Chad Carvin                       | 07:01,33 WR |
| 2     | Verein. Königr. | - Edward Sinclair - Marc Spackman - Paul Palmer - James Salter                | 07:03,06    |
| 3     | Russland        | - Denis Pimankow - Anatoli Poljakow - Dimitri Schernjtschew - Andrei Kapralow | 07:05,24    |

#### Staffel 4 × 100 m Lagen
| Platz | Land            | Athleten                                                                  | Zeit     |
| ----- | --------------- | ------------------------------------------------------------------------- | -------- |
| 1     | USA             | - Lenny Krayzelburg - Jarrod Thomas Marrs - Neil Walker - Scott Tucker    | 03:30,03 |
| 2     | Deutschland     | - Sebastian Halgasch - Bjorn Nowakowski - Thomas Rupprath - Stefan Herbst | 03:31,77 |
| 3     | Verein. Königr. | - Neil Willey - Darren Mew - James Hickman - Paul Belk                    | 03:32,08 |

## Schwimmen Frauen

### Freistil

#### 50 m Freistil
| Platz | Land            | Athlet            | Zeit        |
| ----- | --------------- | ----------------- | ----------- |
| 1     | Schweden        | Therese Alshammar | 00:23,59 WR |
| 2     | Deutschland     | Sandra Völker     | 00:24,77    |
| 3     | Verein. Königr. | Alison Sheppard   | 00:24,80    |

#### 100 m Freistil
| Platz | Land     | Athlet            | Zeit        |
| ----- | -------- | ----------------- | ----------- |
| 1     | Schweden | Therese Alshammar | 00:52,17 WR |
| 2     | USA      | Jenny Thompson    | 00:53,14    |
| 3     | Slowakei | Martina Moravcová | 00:53,88    |

#### 200 m Freistil
| Platz | Land                | Athlet                | Zeit     |
| ----- | ------------------- | --------------------- | -------- |
| 1     | Volksrepublik China | Yang Yu               | 01:56,06 |
| 2     | Slowakei            | Martina Moravcová     | 01:56,46 |
| 3     | Belarus             | Natallja Baranouskaja | 01:57,46 |

#### 400 m Freistil
| Platz | Land                | Athlet           | Zeit     |
| ----- | ------------------- | ---------------- | -------- |
| 1     | USA                 | Lindsay Benko    | 04:02,44 |
| 2     | Ukraine             | Jana Klotschkowa | 04:04,39 |
| 3     | Volksrepublik China | Hua Chen         | 04:06,63 |

#### 800 m Freistil
| Platz | Land                | Athlet           | Zeit     |
| ----- | ------------------- | ---------------- | -------- |
| 1     | Volksrepublik China | Hua Chen         | 08:17,03 |
| 2     | USA                 | Brooke Bennett   | 08:19,66 |
| 3     | Schweiz             | Flavia Rigamonti | 08:21,57 |

### Schmetterling

#### 50 m Schmetterling
| Platz | Land     | Athlet                | Zeit     |
| ----- | -------- | --------------------- | -------- |
| 1     | USA      | Jenny Thompson        | 00:26,13 |
| 2     | Schweden | Anna-Karin Kammerling | 00:26,16 |
| 3     | USA      | Nicola Jackson        | 00:26,85 |

#### 100 m Schmetterling
| Platz | Land     | Athlet          | Zeit     |
| ----- | -------- | --------------- | -------- |
| 1     | USA      | Jenny Thompson  | 00:57,67 |
| 2     | Schweden | Johanna Sjöberg | 00:57,96 |
| 3     | USA      | Karen Campbell  | 00:58,86 |

#### 200 m Schmetterling
| Platz | Land        | Athlet             | Zeit     |
| ----- | ----------- | ------------------ | -------- |
| 1     | Dänemark    | Mette Jacobsen     | 02:08,10 |
| 2     | Deutschland | Katrin Jäke        | 02:09,42 |
| 3     | Polen       | Otylia Jędrzejczak | 02:09,61 |

### Rücken

#### 50 m Rücken
| Platz | Land        | Athlet             | Zeit     |
| ----- | ----------- | ------------------ | -------- |
| 1     | Deutschland | Antje Buschschulte | 00:27,90 |
| 2     | Kanada      | Marylyn Chiang     | 00:28,03 |
| 3     | Australien  | Kellie McMillan    | 00:28,06 |

#### 100 m Rücken
| Platz | Land        | Athlet             | Zeit     |
| ----- | ----------- | ------------------ | -------- |
| 1     | Deutschland | Sandra Völker      | 00:58,66 |
| 2     | Kanada      | Marylyn Chiang     | 00:59,33 |
| 3     | Deutschland | Antje Buschschulte | 00:59,37 |

#### 200 m Rücken
| Platz | Land        | Athlet             | Zeit     |
| ----- | ----------- | ------------------ | -------- |
| 1     | Deutschland | Antje Buschschulte | 02:07,29 |
| 2     | Australien  | Clementine Stoney  | 02:08,64 |
| 3     | USA         | Lindsay Benko      | 02:08,85 |

### Brust

#### 50 m Brust
| Platz | Land                | Athlet      | Zeit     |
| ----- | ------------------- | ----------- | -------- |
| 1     | Südafrika           | Sarah Poewe | 00:30,66 |
| 2     | Volksrepublik China | Ping Pao    | 00:31,22 |
| 3     | USA                 | Tara Kirk   | 00:31,47 |

#### 100 m Brust
| Platz | Land      | Athlet            | Zeit     |
| ----- | --------- | ----------------- | -------- |
| 1     | Südafrika | Sarah Poewe       | 01:06,21 |
| 2     | Polen     | Alicja Pęczak     | 01:06,69 |
| 3     | Russland  | Jelena Bogomasowa | 01:08,27 |

#### 200 m Brust
| Platz | Land       | Athlet        | Zeit     |
| ----- | ---------- | ------------- | -------- |
| 1     | Australien | Rebecca Brown | 02:23,41 |
| 2     | Polen      | Alicja Pęczak | 02:24,24 |
| 3     | Australien | Brooke Hanson | 02:25,30 |

### Lagen

#### 100 m Lagen
| Platz | Land      | Athlet            | Zeit     |
| ----- | --------- | ----------------- | -------- |
| 1     | Slowakei  | Martina Moravcová | 00:59,71 |
| 2     | Kanada    | Marianne Limpert  | 01:02,00 |
| 3     | Slowenien | Alenka Kejžar     | 01:02,24 |

#### 200 m Lagen
| Platz | Land     | Athlet            | Zeit     |
| ----- | -------- | ----------------- | -------- |
| 1     | Ukraine  | Jana Klotschkowa  | 02:08,97 |
| 2     | Slowakei | Martina Moravcová | 02:08,98 |
| 3     | Kanada   | Marianne Limpert  | 02:12,68 |

#### 400 m Lagen
| Platz | Land        | Athlet           | Zeit     |
| ----- | ----------- | ---------------- | -------- |
| 1     | Ukraine     | Jana Klotschkowa | 04:32,45 |
| 2     | Deutschland | Nicole Hetzer    | 04:37,92 |
| 3     | USA         | Katie Yevak      | 04:38,80 |

### Staffel

#### Staffel 4 × 100 m Freistil
| Platz | Land            | Athleten                                                                       | Zeit     |
| ----- | --------------- | ------------------------------------------------------------------------------ | -------- |
| 1     | Schweden        | - Louise Jöhncke - Therese Alshammar - Anna-Karin Kammerling - Johanna Sjöberg | 03:35,54 |
| 2     | Deutschland     | - Katrin Meißner - Antje Buschschulte - Britta Steffen - Sandra Völker         | 03:37,31 |
| 3     | Verein. Königr. | - Alison Sheppard - Claire Huddart - Karen Legg - Karen Pickering              | 03:37,93 |

#### Staffel 4 × 200 m Freistil
| Platz | Land                | Athleten                                                               | Zeit        |
| ----- | ------------------- | ---------------------------------------------------------------------- | ----------- |
| 1     | Verein. Königr.     | - Claire Huddart - Nicola Jackson - Karen Legg - Karen Pickering       | 07:49,11 WR |
| 2     | USA                 | - Lindsay Benko - Brooke Bennett - Tammie Spatz-Stone - Jenny Thompson | 07:50,59    |
| 3     | Volksrepublik China | - Dan Sun - Lina Yang - Jin Li - Yang Yu                               | 07:52,70    |

#### Staffel 4 × 100 m Lagen
| Platz | Land        | Athleten                                                                       | Zeit     |
| ----- | ----------- | ------------------------------------------------------------------------------ | -------- |
| 1     | Schweden    | - Therese Alshammar - Emma Igelström - Johanna Sjöberg - Anna-Karin Kammerling | 03:59,53 |
| 2     | Deutschland | - Sandra Völker - Janne Schäfer - Katrin Jäke - Katrin Meißner                 | 04:01,47 |
| 3     | USA         | - Jamie Leigh Reid - Anita Nall - Jenny Thompson - Tammie Spatz-Stone          | 04:02,51 |